# Bureau virtuel (travail)
 (août 2023).
Si vous disposez d'ouvrages ou d'articles de référence ou si vous connaissez des sites web de qualité traitant du thème abordé ici, merci de compléter l'article en donnant les références utiles à sa vérifiabilité et en les liant à la section « Notes et références ».
Pour les articles homonymes, voir Bureau virtuel.
Un bureau virtuel (virtual office en anglais) est un logiciel centralisant sur un serveur des données d’organisation, de communication et de collaboration. L'utilisateur accède à ses données à partir de n'importe quel appareil (PC, PC portable, PDA, smartphone, etc.) équipé d'un navigateur web et d'une connexion à Internet. Concrètement, ce logiciel comporte des outils tels qu’une messagerie, un agenda, un carnet d’adresses, un stockage de documents, une liste de tâches, etc.

## Caractéristiques
- Accès universel - L'utilisateur peut accéder à ses données de la même manière au bureau, à domicile, sur la route, dans une salle de réunion, à l'hôtel, dans un cybercafé, etc.
- Sécurité - Les données ne figurent plus sur le disque dur d'un ordinateur, lequel peut être volé ou perdu, tomber en panne, être la cible d'un virus informatique, etc. En cas de problème, les données sont préservées.
- Ouverture - Alors que les logiciels traditionnels sont centrés sur une organisation, le bureau virtuel permet la collaboration inter-organisations.
- Modèle de location - Au lieu de payer une licence, l'utilisateur paie une redevance mensuelle ou annuelle. Certains éditeurs proposent une version de base gratuite (Workadventu.re, Gather town, Kumospace)